# 许瀚
许瀚（1797年—1866年），字印林，又字元瀚。日照虎山乡大河坞村人。
曾祖许重行，太学生。许致和之子，自幼家贫。十七歲娶妻苏氏；同年入县学。嘉庆二十年（1815年），补州学生员。道光五年，山东学政何凌汉赏识其文才，选拔为贡生。同年进京，被纳为国子监生员。生平喜好研究古文字声韵之学，後師從王念孙、王引之父子。道光十四年（1834）秋，自杭州返日照，後应学政吴文镕之邀北上。十五年，中式举人。潘锡恩继任顺天学政，许瀚應邀继续校文。道光十九年撰成《古今字诂疏证》，“以形义明其演变，以声音证其通转，罗列众说，自下己见，不苟同立异，与王氏《广雅疏证》同其精密”。龚自珍称其“北方学者第一”。道光二十年（1840），應徐宗乾之聘，主讲渔山书院，总纂《济宁直隶州志》。道光二十二年（1842），杨以增計畫刻印桂馥《说文义证》，邀请许瀚校勘《义证》。楊以增因受汪喜孫影響，贊同刪汰《義證》，許瀚反對。道光二十四年（1844年），赴京应会试，第四次落第。二十五年（1845年）夏，前往清江浦为潘锡恩增订章学诚未成之《史籍考》，於原稿繁冗、重复漏略、舛误之处，均有订正，並撰《拟史籍考校例》。咸丰元年（1851年）八月，选授山东滕县训导。咸丰三年（1853年）四月，大病一場。咸丰五年（1855年）八月，应浙江学政吴式芬之邀，赴杭州校文。咸丰八年（1858年）正月中風，犹能执笔。咸丰十一年（1861年）十月，遇捻亂，避难山中。家中藏书及桂馥《说文解字义证》板片，皆毁于兵火。許瀚校刊此書，歷時二十餘年。晚景寒伧，生前嘱遗稿交陈介祺，同治五年（1866年），卒。杨铎搜辑遗稿，光绪元年（1857年）刊行《攀古小庐杂著》。